# W51SH
W51SH（だぶりゅーごーいちえすえいち）は、シャープが日本国内向けに開発した、auブランドを展開するKDDIおよび沖縄セルラー電話の携帯電話である。
この機種はワンセグに対応しており、905SHやSH903iTVと同じサイクロイド機構を採用しており、au初の「AQUOSケータイ」である。

## 特徴
auではW41SHに続くシャープ製端末の第2弾である。デザインは左右非対称（アシンメトリー）となっている。
メインディスプレイは3型と大画面のモバイルASV液晶である上、au端末では唯一、予約録画をしながらメールなどの操作ができるため、この機種が、905SHやSH903iTVと同じようにワンセグ視聴を重視した端末であることが窺える。
905SH・911SH・SH903iTVには搭載されているFelicaは搭載されていないが、GPSや地上デジタル音声放送実用化試験の受信機能が搭載されている。音楽機能は着うたフルとau LISTEN MOBILE SERVICE（ビデオクリップも対応）に対応するが、SD-Audioには対応しない。
日本語入力はケータイShoin5が採用されている。
標準でプリセットされているアプリなどは「対戦ぷよぷよ通」とケータイコミック「ONE PIECE」。
W41SHに続きTask Bar機能を搭載している。この機能によりネットに接続したままメールを作成したりワンセグを視聴したり、ワンセグの視聴中／録画再生中にワンセグ機能を終了することなくメールを作成する、音楽をBGM再生させながらネットに接続したまま、メールを作成するなどの“ながら”操作が可能である。ただし、同社のソフトバンクモバイル向けの911SHで搭載する、ワンセグ視聴を継続しながら画面半分にメールを表示する機能には対応しない。これは、au向けのワンセグアプリがナノ・メディア社の製品で統一されているためだと思われる。また、Task Barも横画面に対応していない。
付属のケーブルを利用して、家庭用のTVなどに出力できる機能がある。カメラで撮影した画像やムービーをTV出力する機能は、同社のボーダフォン（ソフトバンクモバイル）向け端末や、NTTドコモ向けの端末でも搭載されたことはあるが、ワンセグ映像を出力できるのが最大の特長。ワンセグの外部出力では、地上デジタル放送のコンテンツ保護規定（ARIB TR-B14)に従い、マクロビジョン信号や、CGMS-A信号と言ったコピーガード信号を付加する必要があり、日本国内のワンセグ端末で初めてこれに対応した。
サイクロイドさせた状態での表示に対応したコンテンツは、au Media Tuner（ワンセグ・地上デジタル音声放送実用化試験・EZチャンネルプラス）、PCサイトビューアー、カメラ撮影（静止画・動画）、LISMO ビデオクリップとなっている。文字入力は横画面非対応なので、PCサイトビューアーで横画面表示時に文字入力する際は一度縦画面に戻して入力しなければならない。
なお、AQUOSケータイでGPSを搭載したのは当端末が初めてであり、2008年1月にW61SHが発売されるまでは全キャリアのAQUOSケータイの中で唯一のGPS搭載機種だった。

## 不具合
2008年4月10日に以下の不具合の修正がケータイアップデートにより行われた。
- アラームが設定した時刻に鳴動しない場合がある
- EZニュースフラッシュが更新されない場合がある
- microSDメモリカードに保存したEZチャンネルのコンテンツが携帯電話本体に保存できない場合がある
- オールリセット、メモリリセットを実行してもプライベートフォルダ内のデータが削除されない場合がある
- auICカードの接触不良により電源のリセットが発生する場合がある

2009年2月3日に以下の不具合の修正がケータイアップデートにより行われた。
- 電源ON時「Loading」表示から待受画面に遷移せず、正常に起動しない場合がある

## 沿革
- 2007年1月16日 KDDIより発表。
- 2007年3月に発売。各地方ごとの発売日は下記の通り。
  - 沖縄地方 3月10日
  - 四国地方 3月13日
  - 近畿・九州地方 3月14日
  - 北海道・東北・関東・北陸・中部地方 3月15日
  - 中国地方 3月16日

## 対応サービス
- au Smart Sports（アプリのダウンロードが必要）
- 着うたフル
- EZ待ちうた
- EZ・FM
- EZテレビ（ワンセグ）
- 地上デジタル音声放送実用化試験
- EZチャンネルプラス
- EZニュースフラッシュ
- EZニュースEX（Web版のみ対応）
- EZナビウォーク（声入力・3D対応）
- EZチャンネル
- LISMO MUSIC（ビデオクリップ対応）
- 赤外線通信(IrSimple)
- EZケータイアレンジ
- EZアプリ (BREW)（オープンアプリ非対応）
- PCサイトビューアー（横表示対応）
- 緊急通報位置通知